# お待ちしてます 下町和菓子 栗丸堂
『お待ちしてます 下町和菓子 栗丸堂』（おまちしてます したまちわがし くりまるどう）は、似鳥航一による日本の小説作品。イラストはわみず。アスキー・メディアワークスのメディアワークス文庫から発売されている。また、「シルフ」より連載もされた。
2020年9月時点でシリーズ累計発行部数は40万部を突破している。

## 登場人物
栗田 仁（くりた じん）
主人公。老舗和菓子屋４代目。不良だった時期もあるが、職人としても腕はかなりのもの。
葵（あおい）
和菓子に詳しく、和菓子のことになると一歩も引かない。
浅羽 怜（あさば りょう）
毒舌。栗田の永遠のライバル（自称）。
八神 由加（やがみ ゆか）
栗田の幼馴染み。
赤木 志保（あかぎ しほ）
栗丸堂の接客担当。
中之条（なかのじょう）
駆け出しの和菓子職人。
マスター
近所の喫茶店のマスター。

## 既刊一覧

### 小説
1. 2014年4月25日発売、 ISBN 978-4-04-866548-3
2. 2014年10月25日発売、 ISBN 978-4-04-869033-1
3. 2015年4月25日発売、 ISBN 978-4-04-865117-2
4. 2015年11月25日発売、 ISBN 978-4-04-865563-7
5. 2016年3月25日発売、 ISBN 978-4-04-865899-7

### コミック
1. 2016年3月22日発売、 ISBN 978-4-04-865815-7
2. 2016年11月22日発売、 ISBN 978-4-04-892554-9
3. 2017年4月22日発売、 ISBN 978-4-04-892914-1